# 骶管囊肿
骶管囊肿，又称塔勒夫囊肿（Tarlov cyst）即是发生于骶管内的囊肿。本质上是硬脊膜憩室或脊神经根袖的病理性膨胀。1938年由美国神经学家 Isadore Tarlov 首次发现。
随着囊肿体积的不断增大，骶管内的马尾神经根受到压迫，进而被刺激或者损伤。同时骶管的骨性结构也可能被侵袭破坏。一项磁共振研究显示，500例下腰部疼痛的受检者中有23例（4.6%）发现骶管囊肿，而其中只有5例有显示出了症状。

## 病因
骶管囊肿的病因尚不明确，目前认为可能的病因包括脑脊液压力增高、先天性囊肿回流不畅、以及创伤应激反应等。临床上约半数（未精确统计）患者有明确的骶部外伤史，之后便出现急性或慢性的骶尾部疼痛。但并不能由此肯定外伤史与骶管囊肿的必然相关性，也可能有先天性的致病因素。

## 症状和体征
骶管囊肿主要表现为骨盆前后以至下肢的坠胀、牵扯样疼痛。常合并蚁走感或便意等异样感。若骶丛神经受损则还可能出现性功能障碍和/或大小便失禁。与腰椎间盘突出不同，骶管囊肿所导致的疼痛主要限制于低位骶神经根的分布范围，所以主要是大小腿内侧、小腿后、足底、会阴、肛周等处。且疼痛部位多变、常累及双侧的不同部位。骶管囊肿很少导致典型的单侧坐骨神经痛。多数患者的疼痛症状与体位有关，一般卧位减轻，久立久行则加重。咳嗽、屏气、用力都可能加重疼痛。

## 病理和分型
骶管囊肿多发于骶管内薦椎部分的S1-S3平面，故主要影响S1-S4神经根。囊肿内容物类似脑脊液，通过瘘管与腰大池末端相联通。蛛网膜下腔的脑脊液就通过瘘管进入骶管囊肿，使其进一步扩大，压迫马尾神经根，并引起神经根性刺激性症状（如疼痛、抽动感、坠胀感）或神经功能毁损性表现（如肌萎缩、麻木、直肠或膀胱无力、严重便秘、尿潴留、尿频等）。
骶管囊肿分两型：Nabors IB型是不含有脊神经根纤维的硬膜外脊膜囊肿，属于硬脊膜憩室，由于内部没有神经根，一般早期没有症状，待体积很大才引起神经压迫症状。 Nabors II型是指内部有脊神经根穿行的硬膜外脊膜囊肿，本质上是马尾神经根袖的异常扩张。 很小的Nabors II型囊肿也可能产生神经症状。

## 影像学检查

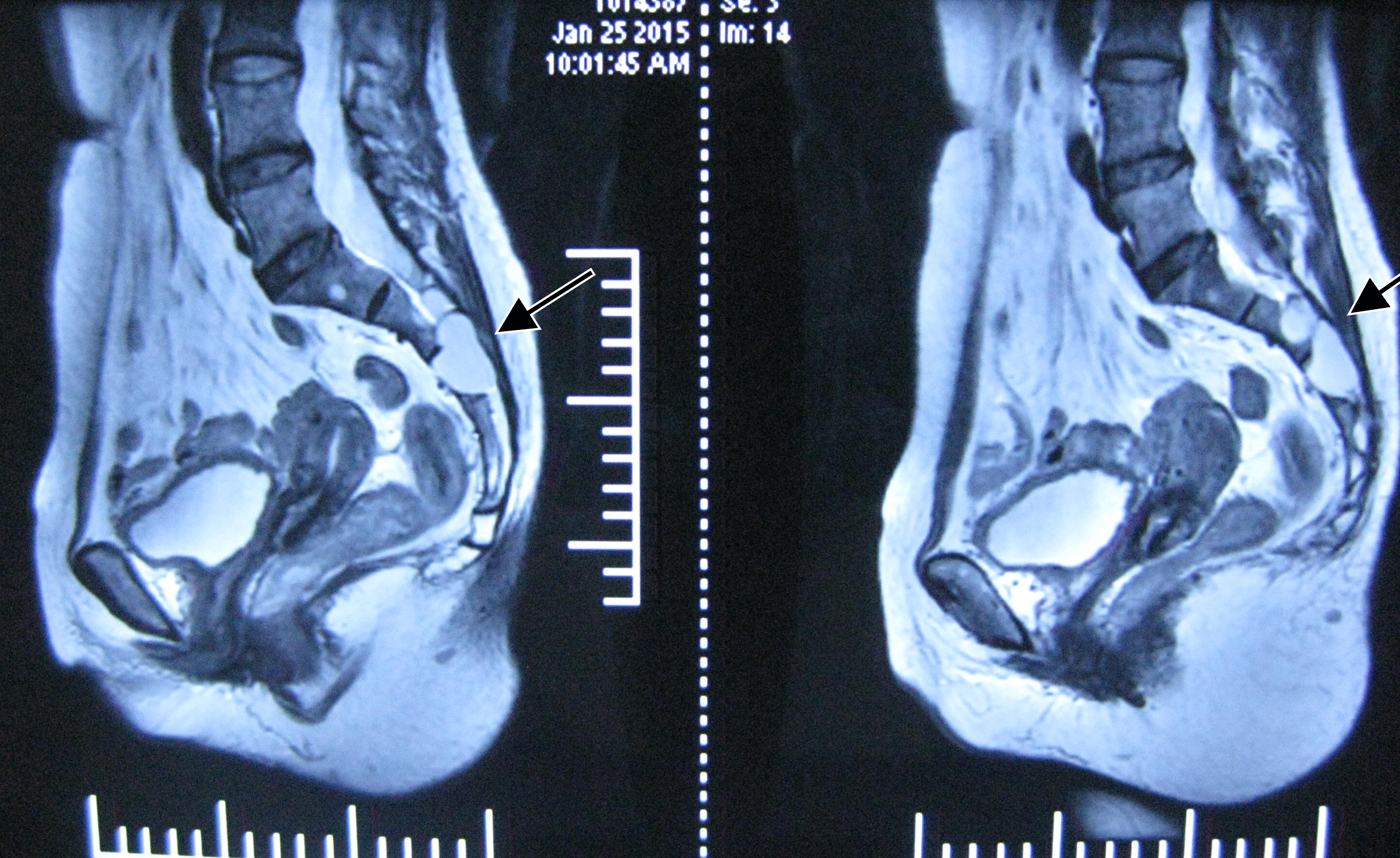
骶管囊肿磁共振影像

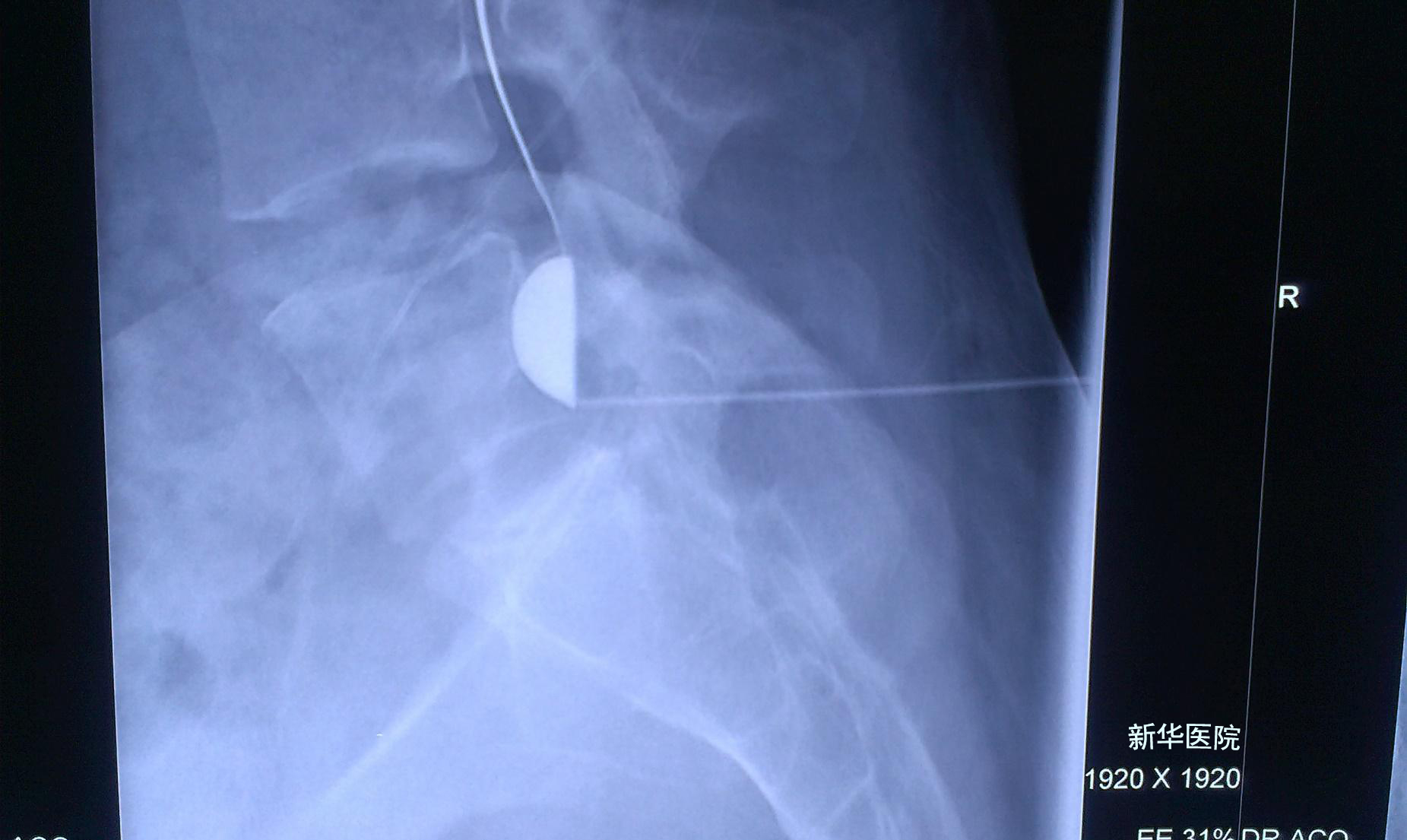
骶管囊肿造影图像

CT可以观察骶管囊肿所引起的骨质侵蚀，但不如磁共振显示囊肿清晰。磁共振是检查骶管囊肿的主要手段，磁共振T2相可以清楚地分辨骶管囊肿的位置、大小、与硬脊膜囊的关系、与神经根的关系等。
骶管囊肿造影可以显示囊肿是否与脑脊液循环相通，为手术提供参考。但对于体积较小的囊肿很难穿刺成功，所以不作为常规检查。

## 保守治疗
如果骶管囊肿体积小，患者症状轻，无明显神经毁损性表现者，可以考虑保守治疗。可试用周围神经营养类药物，疗效尚不明确。保守治疗过程中，应避免用力、屏气、便秘等可能加重病情的因素。注意动态复查磁共振以了解病情进展情况。

## 手术治疗
骶管囊肿的手术指征一般包括以下几点：腰腿痛或间歇性跛行，保守治疗无效，影响生活或工作；下肢神经功能损害表现，如下肢无力，感觉减退；植物神经功能损害表现，如会阴部感觉减退，直肠无力、膀胱无力、性功能障碍；骶管囊肿直径>1.5cm，骶管明显扩大，骨质破坏严重者。及时手术，以免神经根功能进行性下降，最终无法挽回。
一般认为，囊肿抽吸、生物蛋白胶注入的方法无法消除囊肿的占位效应，更无法解除脑脊液对囊肿周围神经的冲击，只能暂时降低囊肿内压力，没有长期疗效。所以，如果保守治疗无效，应选择显微手术，通过封堵漏口以阻止脑脊液进入囊肿，然后通过折叠缝合技术、自体脂肪或带蒂肌瓣填塞的方法以消除囊肿空间。

## 预后
体积中小的单发骶管囊肿手术效果较好，只要漏口封堵严密，复发率低。巨大、多发骶管囊肿容易术后复发，效果较差。